# Cecilia Östlund
Cecilia Cissi Östlund (ur. 10 stycznia 1988) – szwedzka curlerka, mistrzyni świata z 2011, córka Bitte i Connie’ego.
Östlund curling uprawia od 2000, od samego początku reprezentuje Karlstads Curligklubb, jako juniorka wygrała mistrzostwa Szwecji w sezonie 2007/2008. Była kapitanem reprezentacji na Mistrzostwach Świata Juniorów 2008. Szwedki pod jej dowództwem były liderkami Round Robin, górnym meczu play off pokonały 8:2 Szkotki (Eve Muirhead). W finale ponownie spotkały się te same zespoły, Szkotki zrewanżowały się wynikiem 3:12.
Rok później uplasowała się na 4. miejscu rywalizacji krajowej oraz na 5. pozycji w Elitserien damer. Sezon 2009/2010 był jeszcze lepszy dla ekipy z Karlstad, zespół Östlund dotarł do finału rozgrywek ligowych. W meczu finałowym wynikiem 8:9 lepszy okazał się zespół Anette Norberg. Jednak to Östlund wyjechała na Mistrzostwa Świata 2010, jako że Norberg reprezentowała Szwecję na Zimowych Igrzyskach Olimpijskich 2010. Podczas turnieju w Swift Current Szwedki awansowały do fazy play-off po wygranym 11:8 meczu barażowym przeciwko Amerykankom (Erika Brown), ostatecznie zajęły 4. miejsce po dwóch porażkach ze Szkotkami (Eve Muirhead) i Kanadyjkami (Jennifer Jones).
Po zakończeniu sezonu olimpijskiego drużyna Anette Norberg rozpadła się, dwukrotna złota medalistka dołączyła do zespołu Cecilii Östlund i objęła funkcję kapitana. Po połączeniu sił Östlund zagrywa przedostatnie kamienie, w tym ustawieniu zespół triumfował w Elitserien damer 2010/2011 pokonując w finale Stinę Viktorsson. W fazie finałowej Mistrzostwa Świata 2011 Szwecja pokonała Chinki (Wang Bingyu) 7:6 i w finale zdobyła tytuły mistrzowskie wygrywając nad Kanadyjkami (Amber Holland) 7:5.
Po zakończeniu w 2013 kariery sportowej przez Anette Norberg Östlund została kapitanem zespołu. Do składu jako otwierająca dołączyła Paulina Stein. W 2015 Östlund na czas Zimowej Uniwersjady dołączyła do ekipy Sary McManus. Szwedki zajęły 4. miejsce, przegrywając 7:8 mały finał przeciwko Szwajcarkom (Michèle Jäggi).
Östlund bierze udział także w rywalizacji par mieszanych wraz z Alexandrem Lindströmem.

## Wielki Szlem
| Turniej                | 2011/2012 | 2012/2013 | 2014/2015 |
| ---------------------- | --------- | --------- | --------- |
| Autumn Gold            | A         | A         | x         |
| Manitoba Lotteries     | x         | x         | A*        |
| Colonial Square        | A*        | A         | A         |
| Masters                | A*        | A         | A         |
| Canadian Open          | –         | –         | A         |
| Players’ Championships | A         | A         |           |

| –  | = turniej nie odbył się                     |
| A  | = nie uczestniczyła                         |
| x  | = nie zakwalifikowała się do fazy finałowej |
| QF | = ćwierćfinał                               |
| SF | = półfinał                                  |
| F  | = finał                                     |
| W  | = zwycięstwo                                |

## Drużyna
|           | Czwarta         | Trzecia           | Druga          | Otwierająca       |
| --------- | --------------- | ----------------- | -------------- | ----------------- |
| 2013/2015 | Cecilia Östlund | Sabina Kraupp     | Sara Carlsson  | Paulina Stein     |
| 2012/2013 | Anette Norberg  | Cecilia Östlund   | Sabina Kraupp  | Sara Carlsson     |
| 2010/2012 | Anette Norberg  | Cecilia Östlund   | Sara Carlsson  | Lotta Lennartsson |
| 2009/2010 | Cecilia Östlund | Sara Carlsson     | Anna Domeij    | Lotta Lennartsson |
| 2008/2009 | Cecilia Östlund | Lotta Lennartsson | Sandra Grundel | Ditte Karlsson    |
| 2007/2008 | Cecilia Östlund | Sara Carlsson     | Anna Domeij    | Lotta Lennartsson |

Drużyny mikstowe
|           | Czwarty/-a      | Trzeci/-a   | Drugi/-a      | Otwierający/-a |
| --------- | --------------- | ----------- | ------------- | -------------- |
| 2011/2012 | Cecilia Östlund | Peder Folke | Sara Carlsson | Jonas Ullén    |